# Dưỡng Điềm
Dưỡng Điềm là một xã cũ thuộc huyện Châu Thành, tỉnh Tiền Giang, Việt Nam.

## Địa lý
Xã Dưỡng Điềm nằm ở phía tây nam huyện Châu Thành, có vị trí địa lý:
- Phía đông giáp xã Nhị Bình
- Phía tây giáp xã Hữu Đạo và thị xã Cai Lậy
- Phía nam giáp xã Bình Trưng
- Phía bắc giáp xã Điềm Hy.

Xã Dưỡng Điềm có 3,44 km² diện tích, dân số năm 2022 là 7.705 người, mật độ dân số đạt 2.239 người/km².

## Hành chính
Xã Dưỡng Điềm được chia thành 5 ấp: Bình, Hòa, Tây, Thuận, Trung Nam.

## Lịch sử
Xã Dưỡng Điềm trước kia là Tân Đức Đông có từ khoảng cuối thế kỷ XVIII ở xứ Thuộc Nhiêu.
Đời Thiệu Trị, đổi tên thành Dưỡng Điềm.
Ngày 5 tháng 1 năm 1876, thuộc hạt tham biện Mỹ Tho.
Ngày 1 tháng 1 năm 1900, thuộc tỉnh Mỹ Tho.
Ngày 22 tháng 3 năm 1912, thuộc quận Châu Thành.
Sau năm 1956, xã Dưỡng Điềm thuộc tỉnh Định Tường.
Ngày 8 tháng 11 năm 1960, thuộc quận Long Định.
Ngày 24 tháng 3 năm 1969, thuộc quận Sầm Giang.
Sau 30 tháng 4 năm 1975, xã Dưỡng Điềm thuộc huyện Châu Thành.
Ngày 28 tháng 9 năm 2024, Ủy ban Thường vụ Quốc hội ban hành Nghị quyết số 1202/NQ-UBTVQH15 về việc sắp xếp đơn vị hành chính cấp xã của tỉnh Tiền Giang giai đoạn 2023 – 2025 (nghị quyết có hiệu lực từ ngày 1 tháng 11 năm 2024). Theo đó, sáp nhập toàn bộ 3,44 km² diện tích tự nhiên và quy mô dân số là 7.705 người của xã Dưỡng Điềm vào xã Bình Trưng.

## Kinh tế
Ngành nghề chính của xã là nông nghiệp, ngoài ra còn có buôn bán nhỏ.